# Pomnik Zdobywców Lotniska Ławica
Pomnik Zdobywców Lotniska Ławica – pomnik zlokalizowany w Poznaniu przed starym terminalem lotniska Ławica przy ul. Bukowskiej (Ławica).

## Geneza i powstanie
Pomnik upamiętnia powstańców wielkopolskich, którzy w styczniu 1919 zdobyli lotnisko w brawurowym ataku i pozyskali największy łup wojenny w historii polskiego oręża – kilkaset samolotów, będących następnie podstawą budowy polskiego lotnictwa wojskowego. 
Pierwsze inicjatywy w zakresie upamiętnienia bohaterów stosownym pomnikiem podejmował Klub Seniorów Aeroklubu Poznańskiego. W 1980 podjęto uchwałę o budowie monumentu i sformowano obywatelski komitet, mający na celu zebranie odpowiednich środków finansowych na ten cel. 6 stycznia 1984 pomnik, autorstwa Jerzego Sobocińskiego i Saturnina Skubiszyńskiego, został odsłonięty – była to 65 rocznica bitwy o Ławicę. Aktu odsłonięcia dokonał Dowódca Wojsk Lotniczych – gen. dywizji pilot Tytus Krawczyc w obecności m.in. gen. Edwarda Łukasika i wicewojewody Romualda Zysnarskiego. Przybyli też seniorzy lotnictwa wielkopolskiego: Marian Eder, Leon Eder, Walenty Biskup oraz weterani powstania wielkopolskiego: Marian Dopieralski i Ryszard Andryszczak.

## Forma i sentencja
Pomnik ma formę bloku piaskowcowego z płytą brązową, na której widnieje napis: Lotnisko Ławica zdobyte szturmem przez Powstańców Wielkopolskich 6 stycznia 1919 r. Ośrodek organizacji i szkolenia eskadr lotniczych wojsk wielkopolskich w latach 1921-1939. Miejsce bazowania Trzeciego Pułku Lotniczego związane z rozwojem lotnictwa sportowego, komunikacyjnego i przemysłem lotniczym. Obiekt nalotów przeciwnika we wrześniu 1939. Rejon bazowania Armii Czerwonej podczas wyzwalania Poznania i Wielkopolski w styczniu i lutym 1945 r. W Polsce Ludowej - miejsce organizacji i szkolenia jednostek Ludowego Wojska Polskiego. Polskim lotnikom! W 65 rocznicę zdobycia Ławicy, w roku 40 lecia LWP i LLP - lotnicy i społeczeństwo Wielkopolski. 6 I 1984.